# أندرو غيز
أندرو غيز (بالإنجليزية: Andrew Gaze) مواليد 24 يوليو 1965 في ملبورن، فيكتوريا، هو لاعب كرة سلة أسترالي سابق بدأ مسيرته الاحترافية في سنة 1984. يبلغ طوله 6 قدم 7 بوصة (2.0 م). مثّل منتخب بلاده. شارك في مسابقة كرة السلة في الألعاب الأولمبية الصيفية. اعتزل اللعب في 2005.

## فرق لعب لها
- ملبورن يونايتد
- واشنطن ويزاردز
- سان أنطونيو سبرز

## روابط خارجية
- أندرو غيز على موقع IMDb (الإنجليزية)

- أندرو غيز على موقع إن بي أي (الإنجليزية)
- أندرو غيز على موقع سبورتس رفرنس (الإنجليزية)
- أندرو غيز على موقع كرة السلة الأوروبية.كوم (الإنجليزية)
- أندرو غيز على موقع كلية كرة السلة في سبورتس رفرنس.كوم (الإنجليزية)
- أندرو غيز على موقع ريلجم (الإنجليزية)
- أندرو غيز على موقع بروبوليرز (الإنجليزية)
- أندرو غيز على موقع سبورتس رفرنس (الإنجليزية)
- أندرو غيز على موقع اللجنة الأولمبية الدولية (الإنجليزية)
- أندرو غيز على موقع أوليمبيديا (الإنجليزية)
- أندرو غيز على موقع اللجنة الأولمبية الأسترالية (الإنجليزية)